# Berkhamsted
Berkhamsted è una cittadina di 19 000 abitanti della contea dell'Hertfordshire, in Inghilterra.
Berkhamsted oggi è più nota per il suo castello, oggi in rovina, ma una volta era una residenza di campagna preferita per le dinastie normanne e plantageneti. Berkhamsted è anche la sede del British Film Institute e della BFI National Archive a King's Hill, uno dei più grandi archivi cinematografici e televisivi in tutto il mondo, che è stato generosamente finanziato da John Paul Getty.
Il nome della città è stato scritto in vari modi nel corso degli anni, e la presente ortografia è stata adottata nel 1937.

## Storia
Berkhamsted è stato il luogo dove terminò l'invasione normanna nel 1066. Dopo aver sconfitto Harold II a Hastings, Guglielmo di Normandia portò il suo esercito a invadere Londra. Avendo devastato gran parte del sud-est dell'Inghilterra venne accolto da Edgardo Atheling (l'erede al trono inglese). A Berkhamsted giurarono fedeltà a Guglielmo e gli offrirono la corona d'Inghilterra. Così a Berkhamsted Guglielmo il Bastardo, duca di Normandia divenne Guglielmo il Conquistatore. Tuttavia, rifiutò di accettare la corona di Berkhamsted dicendo che avrebbe accettato la corona di Londra. La sua incoronazione ebbe luogo a Westminster Abbey il giorno di Natale 1066. Dopo la sua incoronazione Guglielmo concesse Berkhamsted al suo fratellastro, Roberto, conte di Mortain, che fece ricostruire il castello e che divenne la residenza di campagna preferita per le dinastie normanne e plantageneti.
Nel 1618 Giacomo I concesse alla città una carta rendendola un borgo, ma la perse dopo aver sostenuto i parlamentari durante la guerra civile.

## Geografia fisica

### Territorio
Berkhamsted è situata nella Chiltern Hills, nel Hertfordshire, nella vallata del fiume Bulbourne, ad ovest di Hemel Hempstead.

### Clima
Berkhamsted ha un clima oceanico, simile a quasi tutto il Regno Unito.
| Hatfield            | Mesi | Mesi | Mesi | Mesi | Mesi | Mesi | Mesi | Mesi | Mesi | Mesi | Mesi | Mesi | Stagioni | Stagioni | Stagioni | Stagioni | Anno  |
| Hatfield            | Gen  | Feb  | Mar  | Apr  | Mag  | Giu  | Lug  | Ago  | Set  | Ott  | Nov  | Dic  | Inv      | Pri      | Est      | Aut      | Anno  |
| ------------------- | ---- | ---- | ---- | ---- | ---- | ---- | ---- | ---- | ---- | ---- | ---- | ---- | -------- | -------- | -------- | -------- | ----- |
| T. max. media (°C)  | 6    | 7    | 10   | 12   | 16   | 19   | 21   | 22   | 18   | 14   | 9    | 6    | 6,3      | 12,7     | 20,7     | 13,7     | 13,3  |
| T. min. media (°C)  | 3    | 3    | 4    | 5    | 8    | 10   | 12   | 13   | 11   | 8    | 5    | 3    | 3        | 5,7      | 11,7     | 8        | 7,1   |
| Precipitazioni (mm) | 69,3 | 59,4 | 46,5 | 70,1 | 58,1 | 58,9 | 46,0 | 68,9 | 51,7 | 84,3 | 93,9 | 80,9 | 209,6    | 174,7    | 173,8    | 229,9    | 788,0 |

## Castello di Berkhamsted

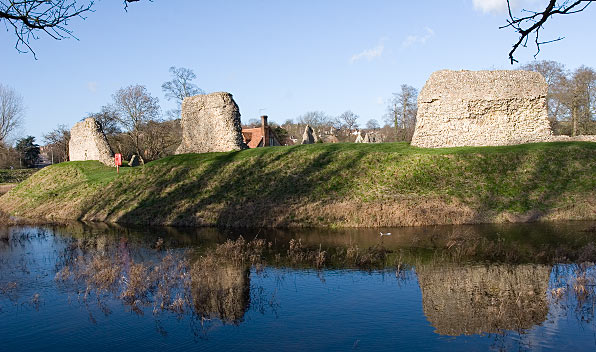
Il castello di Berkhamsted.

Il Castello di Berkhamsted è un castello normanno in rovina. Si trova accanto alla stazione ferroviaria. Questo castello reale era una volta la casa di Edoardo il Principe Nero e di sua moglie, Giovanna di Kent. I lavori iniziarono nel 1066.
Dal 1155 fino al 1165, Thomas Becket fu nominato conestabile. Secondo Percy Birtchnell, una delle ragioni della caduta di Beckett e il suo assassinio era il suo eccesso di spesa relative al castello che si estendeva alle finanze del re.
Nel 1216 le difese del castello sono stati messi alla prova nella prima guerra dei baroni, quando le forze del futuro re di Francia, Luigi VIII, assediarono la città nel mese di dicembre.
Enrico III e Edoardo I d'Inghilterra sono due monarchi che hanno trascorso molto tempo qui. Una torre di tre piani del castello è stato costruito per commemorare la nascita del figlio di Enrico Edmondo nel 1249. Questo potenziale futuro re è morto durante l'infanzia. Sua madre, moglie di Enrico, Sancia di Provenza vi morì nel 1260.
Nel 1309 il re Edoardo II concesse Berkhamsted al suo amante Piers Gaveston. Tuttavia nel 1312 fu assassinato e il castello tornò alla corona. Nel 1353 Edoardo II fece imprigionare Giovanni II di Francia.
Edoardo il Principe Nero vi trascorse la luna di miele nel 1361. L'intera corte celebrò per cinque giorni il matrimonio.
Venne abbandonato nel 1495. Durante la Seconda guerra mondiale fu utilizzato come deposito per le statue di Londra.

## Attrazioni turistiche

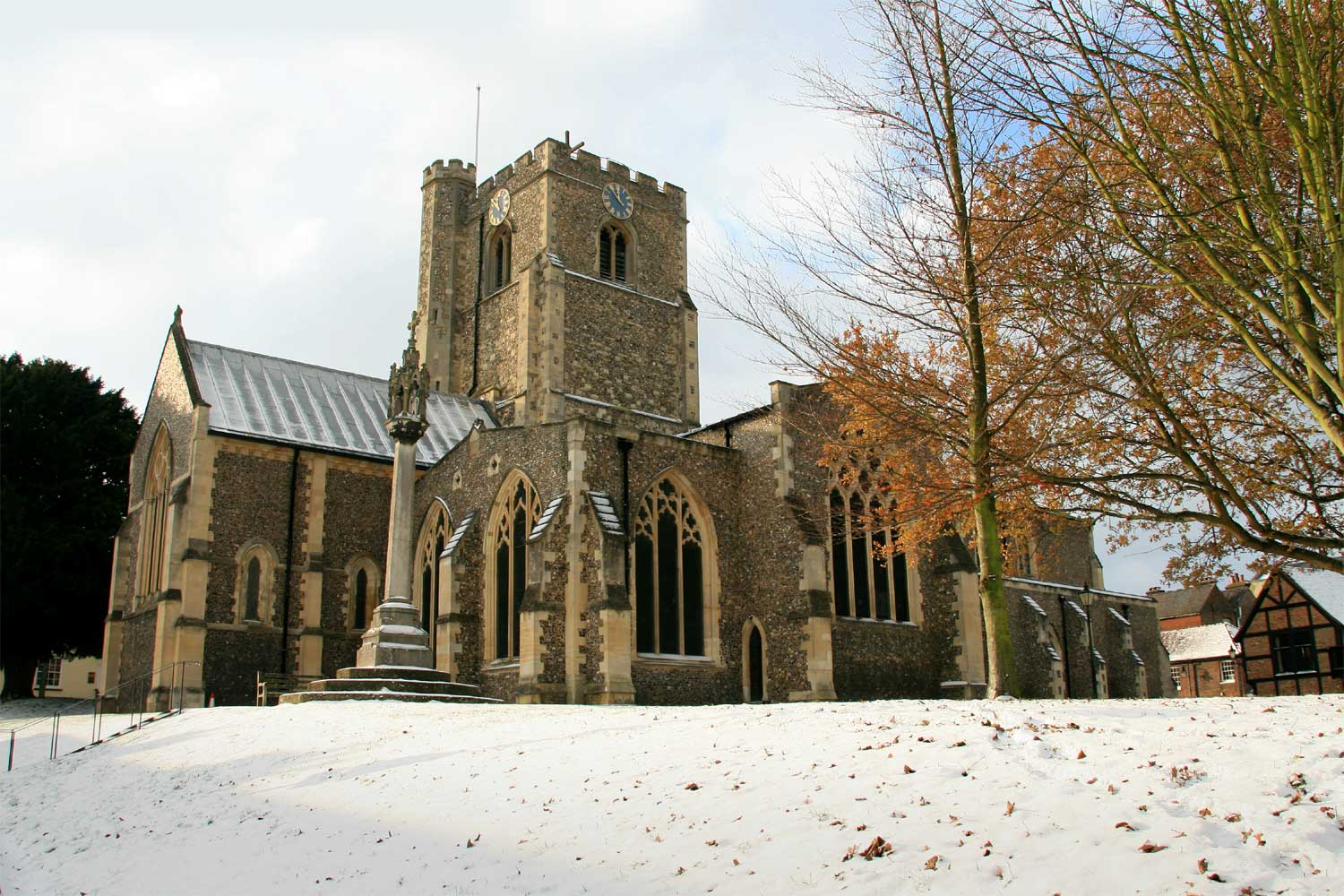
Parrocchia di St Peter.

La chiesa parrocchiale di St Peter è una delle più grandi chiese parrocchiali del Hertfordshire. Fu consacrata nel 1222 dal vescovo di Lincoln, anche se parti della chiesa sono da ritenersi più vecchie. Sul retro della chiesa si trova una tomba di marmo di un cavaliere e la sua dama. Si è pensato che fosse quella di Enrico di Berkhamsted, uno dei luogotenenti del Principe Nero nella battaglia di Crécy.
La città è sede del più antico negozio della Gran Bretagna, datato tra il 1277 e il 1297. Il negozio, in 173 High Street, è attualmente in uso come agenzia immobiliare che si è rivelato controverso siccome alcuni residenti di Berkhamsted pensano che il sito debba essere preservato.
Il municipio è stato costruito e progettato da Edward Buckton Lamb. È composto da una sala di mercato (oggi ristorante di Carluccio), una grande sala riunioni e delle sale per Istituto dei meccanici.
Il sito che oggi è occupato dal Pennyfarthing hotel risale al XVI secolo, ed è stato un edificio monastico che ha offerto alloggio a ospiti religiosi che passano attraverso Berkhamsted o andavano al monastero di Ashridge.
Ashlyns School, un grande edificio costruito nel 1935, ospitava l'ex Ospedale degli Innocenti, che si trasferì da Londra nel 1920.
Così come Berkhamsted Place, la città aveva un'altra residenza elisabettiana, la più piccola Egerton House, che si trovava all'estremità orientale di High Street. La casa è stata occupata per breve tempo (1904-1907) dalla famiglia Llewelyn Davies, che erano amici intimi dell'autore e drammaturgo JM Barrie, autore di Peter Pan. La casa è stata demolita nel 1937.
Nelle vicinanze Ashridge House era la casa di Francis Egerton, III duca di Bridgewater, affettuosamente conosciuto come il Padre della navigazione interna.
A nord-ovest di Berkhamsted ergono le rovine della cappella di Marlin, una cappella del XIII secolo, accanto vi è una fattoria fortificata medievale. Esistono ancora le mura e il fossato che la circonda e hanno fama di essere infestati.

## Amministrazione

### Gemellaggi
- Beaune, Francia
- Neu-Isenburg, Germania
- Barkhamsted, Stati Uniti d'America